# Liste des maires d'Abbeville
 (juin 2014).
Si vous disposez d'ouvrages ou d'articles de référence ou si vous connaissez des sites web de qualité traitant du thème abordé ici, merci de compléter l'article en donnant les références utiles à sa vérifiabilité et en les liant à la section « Notes et références ».
Cette liste recense les maires d'Abbeville.

## Les maires de 1800 à aujourd'hui
| Période                                  | Période                       | Identité                                                   | Étiquette                         | Qualité |
| ---------------------------------------- | ----------------------------- | ---------------------------------------------------------- | --------------------------------- | --- |
| Les données manquantes sont à compléter. |                               |                                                            |                                   | |
| avril 1800                               | août 1800                     | Félix Marcel Cordier                                       |                                   | - Homme de loi. Juge au tribunal civil |
| août 1800                                | 20 juin 1816                  | Nicolas Lefebure de Cerisy                                 |                                   | - Lieutenant d'artillerie avant 1789. - Propriétaire à Abbeville |
| 20 juin 1816                             | 1830                          | Nicolas Louis Duliège d'Aunis                              |                                   | - Propriétaire à Abbeville et à Arrest - Avocat du roi au bureau des finances d'Amiens - Membre du collège électoral du département - Conseiller d'arrondissement (1816-1823), puis conseiller général (1823-1829) d'Abbeville. - Officier de la Légion d'honneur |
| 7 septembre 1830                         | 26 avril 1842                 | Louis Hibon de Mervoy                                      |                                   | - Maire provisoire par arrêté du préfet du 7 septembre 1830, puis en titre le 11 septembre - Ancien inspecteur des vivres, ancien payeur à la Grande Armée - Propriétaire - Chef des Chasseurs de la 2e cohorte urbaine dans la Garde nationale d'Abbeville (1813-1815) - Conseiller général d'Abbeville Nord (17 novembre 1833-1842) - Chevalier de la Légion d'honneur - Décédé au cours de son mandat le 26 avril 1842, à l'âge de 64 ans |
| avril 1842                               | janvier 1843                  | Victor Morel                                               |                                   | - Maire par intérim |
| 1843                                     | 1848                          | Joseph Maximilien Vayson                                   | droite conservatrice              | - Maire, - Manufacturier à Abbeville (fabricant de tapis). - Membre du tribunal de commerce et de la chambre de commerce d'Abbeville. - Président du conseil des prud'hommes et de la commission de surveillance de la Caisse d'épargne d'Abbeville. - Membre du conseil général des manufactures. - Conseiller d'arrondissement d'Abbeville, canton d'Abbeville Sud (24 janvier 1836 - 9 juin 1842). - Conseiller général d'Abbeville Nord (1842-1858). - Député (1846-1848). - Chevalier de la Légion d'honneur |
| 1848                                     | 1852                          | Amédée Jacques Delegorgue                                  |                                   | - Avocat à Abbeville. - Conseiller général de Rue (1846-1848) - Conseiller général de Crécy-en-Ponthieu (1848-1852) |
| janvier 1852                             | août 1852                     | Prosper-Abbeville Tillette de Mautort de Clermont-Tonnerre | droite conservatrice              | - Capitaine de cavalerie jusqu'en 1818. - Président de la Société linnéenne du Nord. - Maire de Cambron (1821) - Député (1842-1846, 1848, 1852-1859, décédé au cours de son mandat le 7 décembre 1859, à l'âge de 70 ans). - Chevalier de la Légion d'honneur |
| août 1852                                | 1853                          | Edmond Louis Alexandre Pannier                             |                                   | - Propriétaire |
| 1853                                     | 1856                          | Marie Charles François de Freytag                          |                                   | - Propriétaire |
| 1856                                     | 1861                          | Jean-Baptiste Randoing                                     | droite conservatrice              | - Manufacturier (directeur de la fabrique de draps fins Van Robais). - Commandant de la garde nationale d'Abbeville. - Membre du conseil général des manufactures. - Président du tribunal de commerce d'Abbeville. - Membre de la chambre de commerce d'Abbeville. - Conseiller d'arrondissement d'Abbeville (17 mai 1832-1833). - Conseiller général d'Abbeville-Sud (17 novembre 1833-1863). - Président du conseil général (1845). - Député (1848-1863). - Officier de la Légion d'honneur |
| 1861                                     | 1870                          | Louis Nicolas Belin                                        |                                   | - Maire par intérim (juillet 1861-octobre 1863). - Maire (23 octobre 1863-septembre 1870) |
| septembre 1870                           | février 1871                  | Pierre Guillaume Louis Henri Calluaud                      |                                   | - Sous-préfet d'Abbeville (1845-1848). - Conseiller général de Moyenneville (1848-1852). - Député (8-25 février 1871). - Conseiller municipal (1865-1870) |
| février 1871                             | avril 1871                    | Charles Noël Antoine Toussaint Bachelier                   |                                   | - Président de la commission municipale, qui remplace provisoirement le maire d'Abbeville. - Avocat. - Juge suppléant à Abbeville (1841). - juge de paix du canton d'Abbeville Sud (1862-1875). - Conseiller général d'Abbeville Sud (1864-1870). - Chevalier de la Légion d'honneur |
| 19 avril 1871                            | 23 mai 1871                   | Joseph Maximilien Vayson                                   |                                   | - Maire par intérim. |
| mai 1871                                 | 1874                          | Alexandre Auguste Courbet-Poulard                          | Droite, partisan de l'Ordre moral | - Marchand de vins. - Président du tribunal de commerce et de la Chambre de commerce d'Abbeville. - Conseiller général d'Abbeville Nord (1858-1874). - Député (1871-1876). - Conseiller municipal d'Abbeville en 1847. - Chevalier de la Légion d'honneur |
| 1874                                     | 1878                          | Pierre Sauvage                                             |                                   | - Propriétaire à Abbeville |
| 1878                                     | 1881                          | Albert-Alexandre Carette                                   | Républicain opportuniste          | - Conseiller général d'Abbeville Nord (1880-1886). - Député (1882-1885) |
| 1881                                     | 1883                          | Alexandre de Poilly                                        | Républicain                       | - Propriétaire à Abbeville. - Conseiller d'arrondissement d'Abbeville, canton d'Abbeville Nord (1877-1886). - Conseiller général d'Abbeville Nord (1886-1898) |
| 1883                                     | 1884                          | Philippe Constant Ernest Prarond                           | Républicain                       | - Propriétaire à Abbeville. - Poète. - Historien d'Abbeville, du Ponthieu et du Vimeu. - Membre de la Société d'émulation d'Abbeville pendant 73 ans. - Conseiller général d'Abbeville Nord (1874-1880). - Chevalier de la Légion d'honneur |
| 1884                                     | 1892                          | Alfred François                                            | Gauche républicaine               | - Conseiller d'arrondissement d'Abbeville, canton d'Abbeville Nord (1886-1892). - Député (1889-1892) |
| 1892                                     | 1896                          | Alexandre de Poilly                                        | Républicain                       | (voir ci-dessus) |
| 1896                                     | 1923                          | Charles Désiré Félix Bignon                                | Républicain                       | - Banquier à Abbeville. - Conseiller d'arrondissement (1895-1901), puis conseiller général (1901-1913) d'Abbeville Sud. - Médaille de l'Empire britannique. - Chevalier de la Légion d'honneur. - Décédé au cours de son mandat le 20 octobre 1923, à l'âge de 73 ans. |
| 1923                                     | 1925                          | Alphonse Jules Octave Léopold Bertin                       |                                   | - Ancien négociant. - Juge au tribunal de commerce d'Abbeville (1898-1902). - Administrateur des Hospices d'Abbeville (1902-1907, 1908-1923) - Conseiller municipal d'Abbeville (1896-1925). - Adjoint au maire (1911-1923). - Chevalier de la Légion d'honneur |
| 1925                                     | 1942                          | Paul Émile Charles Delique                                 | Radical                           | - Négociant en vins et spiritueux à Abbeville. - Fondateur et président du Sporting Club Abbevillois (1901). - Conseiller général d'Abbeville Nord (1939-1945, démissionnaire le 19 février). - Conseiller municipal d'Abbeville (1912-29 septembre 1942), adjoint au maire (1923-1925). - Il cesse d'être membre du conseil municipal d'Abbeville en raison de la dissolution de cette assemblée le 29 septembre 1942 |
| 1942                                     | 1944                          | Jean Mennesson                                             |                                   | - Négociant. - Président de la chambre de commerce d'Abbeville. Conseiller départemental (2 mars 1943-1944) |
| 1944                                     | 1945                          | Maurice Marlière                                           |                                   | / |
| 1945                                     | 1947                          | Paul Bénard                                                |                                   | / |
| 1947                                     | 1989                          | Max Marius Achille Lejeune                                 | SFIO puis PS puis UDF-PSD         | - Professeur. - Conseiller général d'Abbeville-Sud (1945-1988). - Président du conseil général de la Somme (1945-1988). - Conseiller régional de Picardie (1973-1979). - Président du conseil régional de Picardie (1978-1979). - Député (1936-1942, 1946-1977). - Sénateur (1977-1995). - Ministre des Anciens combattants et Victimes de guerre (1946-1947). - Secrétaire d'État aux Forces armées (1948-1951). - Secrétaire d'État aux Forces armées chargé des affaires algériennes (1956-1957). - Ministre du Sahara (1957-1959). - Légion d'honneur. - Croix de guerre. - Croix de combattant volontaire de la Résistance |
| 1989                                     | 1995                          | Jacques Becq                                               | PS                                | - Instituteur (1942-1979). - Conseiller général de Bernaville (1976-1982). - Député (1981-1986, 1988-1993). - Maire de Fienvillers (1977-1983). - Conseiller municipal (1983) |
| 1995                                     | 2008                          | Joël Hart                                                  | RPR puis UMP                      | - Principal de collège. - Conseiller général de Bernaville (1982-1995). - Conseiller régional (1982-1986). - Député (1986-1988, 1993-1997). - Maire d'Arguel (1971-1995) |
| mars 2008                                | juillet 2020,                 | Nicolas Dumont                                             | PS puis LREM                      | Conseiller régional de Picardie (2010 → 2015) Président de la CC de l'Abbevillois (2008 → 2016) Président de la CA Baie de la Somme (2017 → 2020). |
| juillet 2020                             | En cours (au 17 juillet 2020) | Pascal Demarthe                                            | UDI                               | Enseignant Président de la CA Baie de la Somme (2020 → ) |